# وريد حرقفي قطني
الوريد الحرقفي القطني هو وريد مرافق للشريان الحرقفي القطني.
يتقاطع العصب السدادي على الجهة السطحية للوريد.
الأكثر انتشارًا في الإنسان هو وجود وريد حرقفي قطني واحد وليس وريدين.
يقوم هذا الوريد بتصريف الفقرة الرابعة والخامسة.
يرتبط الوريد الحرقفي القطني بشكل قريب مع الوريد القطني الصاعد.

## وصلات خارجية
- Iliolumbar+vein في قاموس إي ميديسين